# Grammy-díj az év felvételéért
Az év felvétele (Record of the Year) egyike a négy legnagyobb presztízsű Grammy-díjnak. 1959 óta adják át a díjazott dal előadójának. 1966-tól az előadó mellett a producer, 1999-től pedig a hangfelvételen dolgozó hangmérnök(ök) is részesülnek az elismerésben. Az alábbi listában az évszám a díjátadás évét jelöli, amikor a Grammy-díjat átadták, az előző esztendőben megjelent zeneszámért.
A díj történetében a legtöbbször Frank Sinatrát jelölték, de hétből csak egyszer tudott nyerni, 1967-ben. A nyerteseknél ebben a kategóriában nincsenek nagy sorozatok. Kettőnél többször még egyik előadónak/együttesnek sem sikerült megkapni az év felvételéért járó Grammyt. Igaz, Paul Simon háromszor vehette át a díjat, de 1969-ben és 1971-ben még a Simon & Garfunkel duó tagjaként, 1988-ban pedig szólóban.
Egymást követő két évben csak Roberta Flack (1972: The First Time Ever I Saw Your Face; 1973: Killing Me Softly With His Song) és a U2 (2001: Beautiful Day; 2002: Walk On) tudtak elsők lenni. Rajtuk kívül kétszeres Grammy-díjas ebben a kategóriában még Henry Mancini, a Simon & Garfunkel, a The 5th Dimension, Eric Clapton és Norah Jones. A nagy veszteseknek Barbra Streisand és a Beatles számítanak a díj történetében. Előbbi ötszöt, utóbbi négyszer volt jelölve, de egyszer sem nyertek.

## 2020-as évek
| Év   | Díjazott | További jelölések |
| ---- | --- | --- |
| 2025 | Kendrick Lamar – Not Like Us • producer: Sean Momberger, Mustard és Sounwave • hangmérnökök/keverés: Ray Charles Brown Jr. és Johnathan Turner • maszterelés: Nicolas de Porcel | - The Beatles – Now and Then - Beyoncé – Texas Hold ’Em - Sabrina Carpenter – Espresso - Charli XCX – 360 - Billie Eilish – Birds of a Feather - Chappell Roan – Good Luck, Babe! - Taylor Swift, Post Malone közreműködésével – Fortnight |
| 2024 | Miley Cyrus – Flowers • producer: Kid Harpoon és Tyler Johnson • Hangmérnökök/keverők: Michael Pollack, Brian Rajaratnam és Mark Stent • Maszterelés: Joe LaPorta               | - Taylor Swift – Anti-Hero - SZA – Kill Bill - Boygenius – Not Strong Enough - Victoria Monét – On My Mama - Olivia Rodrigo – Vampire - Billie Eilish – What Was I Made For? - Jon Batiste – Worship |
| 2023 | Lizzo – About Damn Time • producer: Ricky Reed és Blake Slatkin • Hangmérnökök/keverők: Patrick Kehrier, Bill Malina és Manny Marroquin • Maszterelés: Emerson Mancini          | - ABBA – Don't Shut Me Down - Adele – Easy On Me - Beyoncé – Break My Soul - Mary J. Blige – Good Morning Gorgeous - Brandi Carlile, Lucius közreműködésével – You and Me on the Rock - Doja Cat – Woman - Steve Lacy – Bad Habit - Kendrick Lamar – The Heart Part 5 - Harry Styles – As It Was                                                                                          |
| 2022 | Silk Sonic – Leave the Door Open • producer: Dernst Emile II és Bruno Mars • hangmérnökök/keverés: Serban Ghenea, John Hanes és Charles Moniz • maszterelés: Randy Merrill      | - Olivia Rodrigo – Drivers License - Jon Batiste – Freedom - Billie Eilish – Happier Than Ever - Tony Bennett és Lady Gaga – I Get a Kick Out of You - ABBA – I Still Have Faith in You - Doja Cat, SZA közreműködésével – Kiss Me More - Lil Nas X – Montero (Call Me By Your Name) - Justin Bieber, Daniel Caesar és Giveon közreműködésével – Peaches - Brandi Carlile – Right on Time |
| 2021 | Billie Eilish – Everything I Wanted • hangmérnökök/keverés: Rob Kinelski & Finneas O’Connell • master engineered: John Greenham • producer: Finneas O’Connell                   | - Beyoncé – Black Parade - Black Pumas – Colors - Roddy Ricch – Rockstar - Doja Cat – Say So - Dua Lipa – Don’t Start Now - Post Malone – Circles - Meghan Thee Stallin, Beyoncé közreműködésével – Savage |
| 2020 | Billie Eilish – Bad Guy • hangmérnökök/keverés: Rob Kinelski & Finneas O’Connell • master engineered: John Greenham • producer: Finneas O’Connell                               | - Post Malone és Swae Lee – Sunflower |

## 2010-es évek
| Év   | Díjazott | További jelölések |
| ---- | --- | --- |
| 2019 | Childish Gambino – This Is America • hangmérnökök/keverés: Derek "MixedByAli" Ali, Kesha Lee, Riley Mackin, Shaan Singh & Alex Tumay • master engineered: Mike Bozzi • producer: Donald Glover & Ludwig Göransson                                                             | - Lady Gaga & Bradley Cooper – Shallow                                                                                                  |
| 2018 | Bruno Mars – 24K Magic • hangmérnökök/keverés: Serban Ghenea, John Hanes & Charles Moniz • master engineered: Tom Coyne • producer: Shampoo Press & Curl | - Jay-Z – The Story of O.J. |
| 2017 | Adele – Hello • hangmérnökök/keverés: Julian Burg, Tom Elmhirst, Greg Kurstin, Liam Nolan & Alex Pasco • master engineered: Tom Coyne & Randy Merrill • producer: Greg Kurstin                                                                                                | - Rihanna featuring Drake – Work |
| 2016 | Mark Ronson ft. Bruno Mars – Uptown Funk • hangmérnökök/keverés: Josh Blair, Riccardo Damian, Serban Ghenea, Wayne Gordon, John Hanes, Inaam Haq, Boo Mitchell, Charles Moniz & Mark Ronson • master engineered: Tom Coyne • producer: Jeff Bhasker, Bruno Mars & Mark Ronson | - D'Angelo & The Vanguard – Really Love - Ed Sheeran – Thinking Out Loud - Taylor Swift – Blank Space - The Weeknd – Can't Feel My Face |
| 2015 | Sam Smith – Stay with Me (Darkchild version) • hangmérnökök/keverés: Steve Fitzmaurice, Jimmy Napes & Steve Price • master engineered: Tom Coyne • producer: Steve Fitzmaurice, Rodney Jerkins & Jimmy Napes                                                                  | - Iggy Azalea featuring Charli XCX – Fancy - Sia – Chandelier - Taylor Swift – Shake It Off - Meghan Trainor – All About That Bass      |
| 2014 | Daft Punk feat. Pharrell Williams & Nile Rodgers – Get Lucky • hangmérnökök/keverés: Peter Franco, Mick Guzauski, Florian Lagatta & Daniel Lerner • master engineered: Antoine "Chab" Chabert & Bob Ludwig • producer: Thomas Bangalter & Guy-Manuel de Homem-Christo         | - Robin Thicke feat. T.I. & Pharrell Williams – Blurred Lines                                                                           |
| 2013 | Gotye feat. Kimbra – Somebody That I Used to Know • hangmérnökök/keverés: Wally De Backer, François Tétaz & William Bowden • master engineered: William Bowden • producer: Wally De Backer                                                                                    | - Taylor Swift – We Are Never Ever Getting Back Together                                                                                |
| 2012 | Adele – Rolling in the Deep producer: Paul Epworth; hangmérnök: Tom Elmhirst & Mark Rankin | - Katy Perry – Firework |
| 2011 | Lady Antebellum – Need You Now producer: Lady Antebellum & Paul Worley; hangmérnök: Clarke Schleicher | - Jay-Z & Alicia Keys – Empire State of Mind                                                                                            |
| 2010 | Kings Of Leon – Use Somebody producer: Jacquire King & Angelo Petraglia; hangmérnök: Jacquire King | - Taylor Swift – You Belong with Me |

## 2000-es évek
| Év   | Díjazott | További jelölések                                         |
| ---- | --- | --------------------------------------------------------- |
| 2009 | Alison Krauss & Robert Plant – Please Read the Letter producer: T-Bone Burnett; hangmérnök: Mike Piersante                      | - M.I.A. – Paper Planes                                   |
| 2008 | Amy Winehouse – Rehab* hangmérnök: Tom Elmhirst, Vaughan Merrick, Dom Morley, Mark Ronson & Gabriel Roth; producer: Mark Ronson | - Justin Timberlake – What Goes Around.../...Comes Around |
| 2007 | Dixie Chicks – Not Ready to Make Nice* hangmérnök: Chris Testa, Jim Scott & Richard Dodd; producer: Rick Rubin                  | - Corinne Bailey Rae – Put Your Records On                |
| 2006 | Green Day – Boulevard of Broken Dreams hangmérnök: Chris Lord-Alge & Doug McKean, producer: Green Day & Rob Cavallo             | - Kanye West – Gold Digger                                |
| 2005 | Ray Charles & Norah Jones – Here We Go Again hangmérnök: Al Schmitt, Mark Fleming, & Terry Howard; producer: John R. Burk       | - Usher feat. Lil Jon & Ludacris – Yeah!                  |
| 2004 | Coldplay – Clocks hangmérnök: Coldplay, Ken Nelson & Mark Phythian; producer: Coldplay & Ken Nelson                             | - OutKast – Hey Ya!                                       |
| 2003 | Norah Jones – Don’t Know Why* hangmérnök: Jay Newland; producer: Arif Mardin, Jay Newland & Norah Jones                         | - Nickelback – How You Remind Me                          |
| 2002 | U2 – Walk On hangmérnök: Richard Rainey & Steve Lillywhite; producer: Brian Eno & Daniel Lanois                                 | - Train – Drops of Jupiter (Tell Me)                      |
| 2001 | U2 – Beautiful Day* hangmérnök: Richard Rainey & Steve Lillywhite; producer: Brian Eno & Daniel Lanois                          | - ’N Sync – Bye Bye Bye                                   |
| 2000 | Santana & Rob Thomas – Smooth* hangmérnök: David Thoener, producer: Matt Serletic                                               | - TLC – No Scrubs                                         |

## 1990-es évek
| Év   | Díjazott | További jelölések                             |
| ---- | --- | --------------------------------------------- |
| 1999 | Celine Dion – My Heart Will Go On* hangmérnök: David Gleeson, Humberto Gatica & Simon Franglen; producer: James Horner, Simon Franglen & Walter Afanasieff | - Shania Twain – You’re Still the One         |
| 1998 | Shawn Colvin – Sunny Came Home* producer: John Leventhal                                                                                                   | - R. Kelly – I Believe I Can Fly              |
| 1997 | Eric Clapton – Change the World* producer: Babyface | - The Smashing Pumpkins – 1979                |
| 1996 | Seal – Kiss from a Rose* producer: Trevor Horn | - TLC – Waterfalls                            |
| 1995 | Sheryl Crow – All I Wanna Do produced Bill Bottrell | - Bruce Springsteen – Streets of Philadelphia |
| 1994 | Whitney Houston – I Will Always Love You producer: David Foster                                                                                            | - Neil Young – Harvest Moon                   |
| 1993 | Eric Clapton – Tears in Heaven* producer: Russ Titelman | - Vanessa Williams – Save the Best for Last   |
| 1992 | Natalie Cole & Nat King Cole – Unforgettable* producer: David Foster                                                                                       | - R.E.M. – Losing My Religion                 |
| 1991 | Phil Collins – Another Day in Paradise producer: Hugh Padgham & Phil Collins                                                                               | - Sinéad O’Connor – Nothing Compares 2 U      |
| 1990 | Bette Midler – Wind Beneath My Wings* producer: Arif Mardin                                                                                                | - Mike + The Mechanics – The Living Years     |

## 1980-as évek
| Év   | Díjazott                                                             | További jelölések                                              |
| ---- | -------------------------------------------------------------------- | -------------------------------------------------------------- |
| 1989 | Bobby McFerrin – Don’t Worry, Be Happy* producer: Linda Goldstein    | - Steve Winwood – Roll with It                                 |
| 1988 | Paul Simon – Graceland producer: Paul Simon                          | - Steve Winwood – Back in the High Life Again                  |
| 1987 | Steve Winwood – Higher Love producer: Russ Titelman & Steve Winwood  | - Dionne Warwick & Friends – That’s What Friends Are For       |
| 1986 | USA for Africa – We Are the World* producer: Quincy Jones            | - Bruce Springsteen – Born in the U.S.A.                       |
| 1985 | Tina Turner – What’s Love Got to Do with It* producer: Terry Britten | - Bruce Springsteen – Dancing in the Dark                      |
| 1984 | Michael Jackson – Beat It producer: Michael Jackson & Quincy Jones   | - Michael Sembello – Maniac                                    |
| 1983 | Toto – Rosanna producer: Toto                                        | - Vangelis – Chariots of Fire                                  |
| 1982 | Kim Carnes – Bette Davis Eyes* producer: Val Garay                   | - Grover Washington, Jr. & Bill Withers – Just the Two of Us   |
| 1981 | Christopher Cross – Sailing* producer: Michael Omartian              | - Barbra Streisand – Woman in Love                             |
| 1980 | The Doobie Brothers – What a Fool Believes* producer: Ted Templeman  | - Barbra Streisand & Neil Diamond – You Don’t Bring Me Flowers |

## 1970-es évek
| Év   | Díjazott                                                                                        | További jelölések                                  |
| ---- | ----------------------------------------------------------------------------------------------- | -------------------------------------------------- |
| 1979 | Billy Joel – Just the Way You Are* producer: Phil Ramone                                        | - Anne Murray – You Needed Me                      |
| 1978 | The Eagles – Hotel California producer: Bill Szymczyk                                           | - Debby Boone – You Light Up My Life               |
| 1977 | George Benson – This Masquerade producer: Tommy LiPuma                                          | - Chicago – If You Leave Me Now                    |
| 1976 | Captain & Tennille – Love Will Keep Us Together producer: Daryl Dragon                          | - Glen Campbell – Rhinestone Cowboy                |
| 1975 | Olivia Newton-John – I Honestly Love You producer: John Farrar                                  | - Maria Muldaur – Midnight at the Oasis            |
| 1974 | Roberta Flack – Killing Me Softly with His Song* producer: Joel Dorn                            | - Carly Simon – You’re So Vain                     |
| 1973 | Roberta Flack – The First Time Ever I Saw Your Face* producer: Joel Dorn                        | - Nilsson – Without You (Badfinger feldolgozás)    |
| 1972 | Carole King – It’s Too Late producer: Lou Adler                                                 | - James Taylor & Carole King – You’ve Got a Friend |
| 1971 | Simon & Garfunkel – Bridge over Troubled Water* producer: Art Garfunkel, Paul Simon & Roy Halee | - The Beatles – Let it Be                          |
| 1970 | The 5th Dimension – Aquarius/Let the Sunshine In producer: Bones Howe                           | - Blood, Sweat & Tears – Spinning Wheel            |

## 1960-as évek
| Év   | Díjazott                                                                                | További jelölések                                  |
| ---- | --------------------------------------------------------------------------------------- | -------------------------------------------------- |
| 1969 | Simon & Garfunkel – Mrs. Robinson producer: Art Garfunkel, Paul Simon & Roy Halee       | - Glen Campbell – Wichita Lineman                  |
| 1968 | The 5th Dimension – Up, Up and Away* producer: Johnny Rivers & Marc Gordon              | - Nancy Sinatra & Frank Sinatra – Somethin’ Stupid |
| 1967 | Frank Sinatra – Strangers in the Night producer: Jimmy Bowen                            | - The New Vaudeville Band – Winchester Cathedral   |
| 1966 | Herb Alpert and the Tijuana Brass – A Taste of Honey producer: Herb Alpert & Jerry Moss | - Tony Bennett – The Shadow of Your Smile          |
| 1965 | Stan Getz & Joao Gilberto – The Girl from Ipanema                                       | - Barbra Streisand – People                        |
| 1964 | Henry Mancini – Days of Wine and Roses*                                                 | - Jack Jones – Wives and Lovers                    |
| 1963 | Tony Bennett – I Left My Heart in San Francisco                                         | - Sammy Davis, Jr. – What Kind of Fool Am I?       |
| 1962 | Henry Mancini – Moon River*                                                             | - Si Zentner – (Up a) Lazy River –                 |
| 1961 | Percy Faith – Theme from A Summer Place                                                 | - Frank Sinatra – Nice ’n’ Easy                    |
| 1960 | Bobby Darin – Mack the Knife                                                            | - The Browns – The Three Bells                     |

## 1950-es évek
| Év   | Díjazott                                            | További jelölések            |
| ---- | --------------------------------------------------- | ---------------------------- |
| 1959 | Domenico Modugno – Nel Blu Dipinto Di Blu (Volare)* | - Frank Sinatra – Witchcraft |

A *-gal jelzett dalok "az év dalának" (Song of the Year) járó Grammy-díjat is megkapták abban az évben.

## Az év dala az év felvétele
Minden évben sok félreértés adódik "az év dala" (Song of the Year), "az év felvétele" (Record of the Year), és "az év albuma" (Album of the Year) kategóriák körül. Az év felvétele díjat egy kislemezért, vagy egy dalért ítélik oda. Ezt a díjat a dal előadója, producere, és a felvétel elkészítésében, keverésében közreműködő hangmérnökök kapják. Az év dala díjat szintén egy kislemezért, vagy egy dalért ítélik oda, de itt elsősorban a dal szerzői a díjazottak. Az év albuma díjat természetesen egy teljes nagylemezért ítélik oda, és a díjat az előadó, a producer, és a lemez hangmérnöke kapják.
Majdnem minden évben előfordul, hogy egy-két felvételt nem csak az év dalának, de az év felvételének (Record of the Year) is jelölnek, és az sem ritka, hogy ugyanaz a dal mindkét kategóriában díjazott lesz. Az alábbi lista ezeket sorolja fel.
| Év   | Előadó/Dal                                          | Szerző                                                  |
| ---- | --------------------------------------------------- | ------------------------------------------------------- |
| 2025 | Kendrick Lamar – Not Like Us                        | Kendrick Lamar                                          |
| 2022 | Silk Sonic – Leave the Door Open                    | Bruno Mars, Brandon Anderson, Dernst Emile II           |
| 2020 | Billie Eilish – Bad Guy                             | Billie Eilish, Finneas O’Connell                        |
| 2019 | Childish Gambino – This Is America                  | Donald Glover, Ludwig Göransson, Jeffery Lamar Williams |
| 2017 | Adele – Hello                                       | Adele, Greg Kurstin                                     |
| 2015 | Sam Smith – Stay With Me                            | James Napier, William Phillips, Sam Smith               |
| 2012 | Adele – Rolling in the Deep                         | Adele & Paul Epworth                                    |
| 2011 | Lady Antebellum – Need You Now                      | Dave Haywood, Josh Kear, Charles Kelley & Hillary Scott |
| 2008 | Amy Winehouse – Rehab                               | Amy Winehouse                                           |
| 2007 | Dixie Chicks – Not Ready to Make Nice               | Dixie Chicks & Dan Wilson                               |
| 2003 | Norah Jones – Don’t Know Why                        | Jesse Harris                                            |
| 2001 | U2 – Beautiful Day                                  | U2                                                      |
| 2000 | Carlos Santana & Rob Thomas – Smooth                | Itaal Shur & Rob Thomas                                 |
| 1999 | Celine Dion – My Heart Will Go On                   | James Horner & Will Jennings                            |
| 1998 | Shawn Colvin – Sunny Came Home                      | Shawn Colvin & John Leventhal                           |
| 1997 | Eric Clapton – Change the World                     | Gordon Kennedy, Wayne Kirkpatrick & Tommy Sims          |
| 1996 | Seal – Kiss from a Rose                             | Seal                                                    |
| 1993 | Eric Clapton – Tears in Heaven                      | Eric Clapton                                            |
| 1992 | Natalie Cole & Nat King Cole – Unforgettable        | Irving Gordon                                           |
| 1990 | Bette Midler – Wind Beneath My Wings                | Larry Henley & Jeff Silbar                              |
| 1989 | Bobby McFerrin – Don’t Worry, Be Happy              | Bobby McFerrin                                          |
| 1986 | USA for Africa – We Are the World                   | Michael Jackson & Lionel Richie                         |
| 1985 | Tina Turner – What’s Love Got to Do with It         | Graham Lyle & Terry Britten                             |
| 1982 | Kim Carnes – Bette Davis Eyes                       | Donna Weiss & Jackie DeShannon                          |
| 1981 | Christopher Cross – Sailing                         | Christopher Cross                                       |
| 1980 | The Doobie Brothers – What a Fool Believes          | Kenny Loggins & Michael McDonald                        |
| 1979 | Billy Joel – Just the Way You Are                   | Billy Joel                                              |
| 1974 | Roberta Flack – Killing Me Softly with His Song     | Norman Gimbel & Charles Fox                             |
| 1973 | Roberta Flack – The First Time Ever I Saw Your Face | Ewan MacColl                                            |
| 1971 | Simon & Garfunkel – Bridge over Troubled Water      | Paul Simon                                              |
| 1968 | The 5th Dimension – Up, Up and Away                 | Jimmy Webb                                              |
| 1964 | Andy Williams – Days of Wine and Roses              | Johnny Mercer & Henry Mancini                           |
| 1962 | Andy Williams – Moon River                          | Henry Mancini                                           |
| 1959 | Domenico Modugno – Nel Blu Dipinto Di Blu (Volare)  | Domenico Modugno                                        |

## Külső hivatkozások
- Hivatalos honlap